# Beregiso
Beregiso de Andage (o Bergis; c. 670, Emptinne, Namur - 2 de octubre entre 725 y 746, Saint-Hubert) fue un clérigo formado en Saint-Trond, llamado por Pipino de Heristal para fundar la abadía de Saint-Hubert (Bélgica). Se celebra el 2 de octubre.

## Biografía
Nacido de padres piadosos, el nombre de su madre es Berilla, Beregiso estudió en la escuela de la abadía de Saint-Trond. Habiéndose convertido en clérigo, fue ordenado sacerdote y empleado en la corte de Pipino de Heristal (bisabuelo de Carlomagno), mayordomo de palacio de Austrasia, con residencia en Lieja. Parece tener una gran influencia sobre Pipino el Joven, como limosnero de la corte y como sabio administrador.
Preocupado por el descubrimiento fortuito de un pergamino hecho por su esposa Plectruda, mientras que viajaba a través del bosque de las Ardenas, Pipino consulta a su capellán para obtener una explicación. Beregiso le explica que este "rollo con letras de oro" es un mensaje del cielo que indica que Dios mismo había elegido el lugar para que los hombres piadosos trabajaran allí para el beneficio de muchas almas. Fue Beregiso a quien Pipino envió al corazón del bosque de las Ardenas, para fundar una comunidad religiosa a orillas del arroyo "Andage".
La fundación se remonta a los primeros años del siglo VIII. Es generosamente financiado por Pipino de Heristal y su esposa. Beregiso, rodeada de discípulos, organiza allí la vida canónica. Bajo su dirección, el monasterio prosperó. Su prestigio e influencia obtuvieron para el monasterio donaciones y liberalidades de los señores del entorno. Hemos realizado un seguimiento de la donación de una vid de la región de Tréveris (725). Beregiso murió en su monasterio después de un cuarto de siglo al frente de la abadía.
Un siglo después, este convento se transformó en una floreciente abadía benedictina. La ciudad de Saint-Hubert se desarrolla a su lado.